# South Devon Railway
South Devon Railway (Південна Девонширська залізниця або Південнодевонширська пневмолінія) — історична пневматична залізниця, яка брала свій початок в англійському графстві Девон (Девоншир). Була збудована та діяла в 1972 році.

## Історія та особливості

### Історія
Вперше була відкрита 1 травня 1997 року.

### Особливості
Працювала за допомогою пневматичної сили.
Пневматичний поїзд не мав паровоза, а рухався за рахунок розрідження, створюваного в трубі. Вакуум в трубі створювався стаціонарними компресорними станціями. Між рейками була прокладена труба, що має по всій довжині розріз у верхній частині. У трубу помістили поршень, з'єднаний через згаданий розріз з вагоном. Створений в трубі вакуум приводив поршень, а за ним і вагон, у рух. Розріз в трубі закривався шкіряними клапанами-затворами.